# Eulasia saccai
Eulasia saccai es una especie de coleóptero de la familia Glaphyridae.

## Distribución geográfica
Habita en Jordania.